# Ґураб-Зарміх (дегестан)
Ґураб-Зарміх (перс. گوراب زرمیخ) — дегестан в Ірані, у бахші Мірза-Кучек-Джанґлі, в шагрестані Совмее-Сара остану Ґілян. За даними перепису 2006 року, його населення становило 15672 особи, які проживали у складі 3919 сімей.

## Населені пункти
До складу дегестану входять такі населені пункти:
- Валад
- Магвізан
- Міян-Бар
- Надаман
- Пір-Сара
- Поштір
- Пошт-Мех
- Рафтаґі
- Се-Сар
- Сіях-Кух
- Суром
- Таніян
- Татаф
- Чалаксар